# Giáo hoàng Sylvestrô III
Sylvestrô III (Latinh: Sylveter III) sinh tại Rôma được kể như là vị giáo hoàng thứ 146.
Ông không có tên trong niên giám tòa thánh năm 1861. Niên giám tòa thánh năm 2003 xác định triều đại của ông kéo dài từ ngày 20 tháng 1 cho tới ngày 10 tháng 2 năm 1045.
Ông sinh tại Rôma vào khoảng năm 1000.
Tháng 9 năm 1044, một cuộc nổi dậy chống dòng họ Tusculanô do dòng họ Stêphanô điều khiển, dòng họ này là một chi nhánh của những người Crescentius có thế lực, đối thủ của những người Tusculanô – cưỡng bức ông phải trốn khỏi Rô-ma.
Được dòng họ Stêphanô thúc đẩy người Rôma đã bầu Gioan, giám mục Sabina vào tháng 1 năm 1045 khi kết thúc một cuộc tranh cãi dữ dội. Ông được đăng quang ngày 13 hoặc 20 tháng 1 năm 1045.
Ông trở thành Giáo hoàng thay thế Benedict IX, nhưng bị truất phế – tại vị chỉ được 5 ngày sau khi đắc cử – do sự can thiệp của bá tước Tuscolo, chính Tuscolo đưa Đức Benedict về lại Rôma. Dù có lần ông bị Đức Benedictus IX phạt vạ tuyệt thông như một Giáo hoàng giả, Giáo hội vẫn liệt kê ngài vào danh sách Giáo hoàng hợp pháp.
Do nhiệm kỳ Giáo hoàng rất ngắn của ông, chỉ có ba tuần, ông có nhiệm kỳ Giáo hoàng ngắn thứ sáu trong toàn bộ lịch sử chức Giáo hoàng. Sở dĩ có thời gian ngắn ngủi này là do ông thoái vị vì sự tranh cãi đang thịnh hành trong lúc bầu ông. Người ta không biết gì về cái chết của Đức Silvester III.
Tuy nhiên, có nguồn cho rằng ông mất vào năm 1046, một năm sau khi thoái vị.